# 柿沢村
柿沢村（かきざわむら）は、かつて富山県中新川郡にあった村。

## 歴史
- 1889年（明治22年）4月1日 - 町村制の施行により、上新川郡柿沢村、正源寺村、弓庄館村、弓館新村、女川村、郷田新村、新屋村及び二口新村の区域をもって、上新川郡柿沢村が発足する。村名は合併の中心となった柿沢をそのまま村名とする[2]。
- 1896年（明治29年）3月29日 - 郡制の施行のため、上新川郡の区域から分立して、中新川郡が発足により、中新川郡に所属となる。
- 1927年（昭和2年）2月8日 - 大雪（昭和2年豪雪）のため民家1軒倒壊。死者2人[4]。
- 1953年（昭和28年）9月10日 - 中新川郡上市町、柿沢村、大岩村、宮川村、南加積村及び山加積村が合併して、中新川郡上市町が発足する。

## 歴代村長
出典→
- 初代：西田準二（1889年4月1日 - 1891年3月31日）
- 2、3代目：萩中喜文二（1891年4月 - 1896年6月18日）

この間、不詳
- 4代目：野崎源七郎（1896年11月27日 - 1899年4月18日）
- 5 - 7代目：上田隆（1899年4月19日 - 1904年6月5日）
- 8代目：寺西幸太（1904年7月5日 - 1905年2月13日）
- 9代目：桝田楽園（1905年3月3日 - 1906年4月30日）

この間、中新川郡書記の職務管掌
- 10代目：久保兵次（1906年5月15日 - 1909年3月10日）
- 11、12代:桝田諸太郎（1909年4月5日 - 1918年8月26日）
- 13代目：上田隆（1918年9月6日 - 1922年9月5日）
- 14、15代目：寺西幸篤（1922年11月10日 - 1928年11月26日）
- 16代目：藤繩慶二（1928年12月15日 - 1932年12月14日）
- 17代目：野崎修（1932年12月15日 - 1936年12月14日）
- 18代目：中山源之助（1936年12月15日 - 1940年12月14日）
- 19，20代目：上田衛門（1940年12月20日 - 1946年11月30日）

この間村長臨時代理、萩中精三
- 21、22代目：野崎彦次郎（1947年4月5日 - 1953年9月9日、これより公選）